# B・A・R 003
B・A・R 003は、B・A・Rが2001年のF1世界選手権参戦用に開発したフォーミュラ1カー。2001年の開幕戦から、最終戦まで実戦投入された。デザイナーはマルコム・オーストラー。チーム3年目のジャック・ヴィルヌーヴと、マクラーレンのテストドライバーから移籍してきたオリビエ・パニスがドライブした。

## 概観
1999年の悲惨なデビューシーズンの後、2000年はいくらか改善の兆しが見られたチームは3年目の2001年、表彰台が望めるくらい有望なシーズンを迎えた。しかしながら、進歩どころか結果は後退となった。マシンはハンドリングに問題を抱え、シャシーの剛性も不足していた。信頼性も不足し、同じことはホンダエンジンにも言えトップチームに比べてパワー不足であった。だが同じエンジンを搭載するライバルのジョーダン・EJ11よりは好成績を残すことができた。

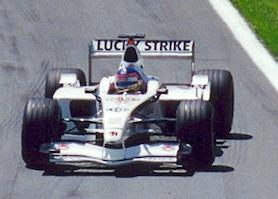
ジャック・ヴィルヌーヴのドライブする003、2001年カナダグランプリ

シーズンのハイライトはヴィルヌーヴの2度の3位であった。しかしながら両レースとも多くの車両がリタイアしたことでもたらされた結果であった。ヴィルヌーヴはシーズンを通してパニスの激しい追撃を受けたが、パニスは総じてヴィルヌーヴよりも良い結果を出すことはできなかった。
チームは結局17ポイントを得、コンストラクターズ6位でシーズンを終えた。

## F1における全成績
(key) （太字はポールポジション）
| 年     | チーム | エンジン   | タイヤ | ドライバー       | 1   | 2   | 3   | 4   | 5   | 6   | 7   | 8   | 9   | 10  | 11  | 12  | 13  | 14  | 15  | 16  | 17  | ポイント | ランキング |
| 年     | チーム | エンジン   | タイヤ | ドライバー       | AUS | MAL | BRA | SMR | ESP | AUT | MON | CAN | EUR | FRA | GBR | GER | HUN | BEL | ITA | USA | JPN | ポイント | ランキング |
| ------ | ------ | ---------- | ------ | ---------------- | --- | --- | --- | --- | --- | --- | --- | --- | --- | --- | --- | --- | --- | --- | --- | --- | --- | -------- | ---------- |
| 2001年 | BAR    | ホンダ V10 | B      | オリビエ・パニス | 7   | Ret | 4   | 8   | 7   | 5   | Ret | Ret | Ret | 9   | Ret | 7   | Ret | 11  | 9   | 11  | 13  | 17       | 6位        |
| 2001年 | BAR    | ホンダ V10 | B      | ヴィルヌーヴ     | Ret | Ret | 7   | Ret | 3   | 8   | 4   | Ret | 9   | Ret | 8   | 3   | 9   | 8   | 6   | Ret | 10  | 17       | 6位        |

## 参照
- Henry, Alan (ed.) (2001). AUTOCOURSE 2001-2002. Hazleton Publishing Ltd.. pp. 76?78. ISBN 1-903135-06-0